# Communauté de communes de la Montagne Thiernoise
La communauté de communes de la Montagne Thiernoise est une ancienne communauté de communes française, située dans le département du Puy-de-Dôme en région Auvergne-Rhône-Alpes.

## Historique
La communauté de communes de la Montagne Thiernoise a été créée à partir d'une association loi de 1901, créée en 1993, avec les communes d'Arconsat, de Chabreloche et de Viscomtat.
Ses présidents sont :
| Période                                  | Période    | Identité        | Étiquette | Qualité |
| ---------------------------------------- | ---------- | --------------- | --------- | ------- |
| Les données manquantes sont à compléter. |            |                 |           |         |
|                                          | avril 2014 | Paul Rodier     | DVG       |         |
| avril 2014                               | 2016       | Olivier Chambon | PS        |         |

Le projet de schéma départemental de coopération intercommunale (SDCI) du Puy-de-Dôme, dévoilé en octobre 2015, proposait la fusion avec les communautés de communes de Thiers, Entre Allier et Bois Noirs et le Pays de Courpière en 2017 afin de « rassembler sur un territoire de vie cohérent plus de 38 000 habitants avec Thiers, chef-lieu d'arrondissement, comme ville centre, avec une réelle cohérence spatiale, sociale et économique ». La nouvelle communauté de communes comptera trente communes, dont vingt-quatre en zone de montagne.
Adopté en mars 2016, le SDCI ne modifie pas ce périmètre.
Un arrêté préfectoral du 12 décembre 2016 prononce la fusion de ces quatre communautés de communes ; la nouvelle structure intercommunale prend le nom de « communauté de communes Thiers Dore et Montagne ».

## Territoire communautaire

### Géographie
La communauté de communes de la Montagne Thiernoise se situe au sein du parc naturel régional Livradois-Forez, au nord-est du département du Puy-de-Dôme. Sans « véritable centralité », elle est « tournée historiquement, économiquement et culturellement tournée vers Thiers ».
Elle jouxte les communautés de communes du Pays de Courpière au sud, Thiers communauté à l'ouest, Entre Allier et Bois Noirs au nord-ouest, Montagne bourbonnaise (dans l'Allier) au nord et le Pays d'Urfé (dans la Loire) à l'est-nord-est.
Le territoire communautaire bénéficie d'un accès autoroutier, entre La Monnerie-le-Montel et Celles-sur-Durolle, par l'autoroute A89 effectuant la liaison de Bordeaux et Clermont-Ferrand à Lyon (échangeur no 30), relié à la route départementale 2089 (ancienne route nationale 89) par la route départementale 2189. Les autres axes routiers secondaires sont :
- la RD 7 reliant Palladuc au pays de Courpière par la commune siège de l'intercommunalité ;
- la RD 42 reliant Palladuc à Vollore-Montagne et au-delà vers Augerolles et Ambert ;
- la RD 201 reliant Thiers à Palladuc et au-delà vers la Montagne bourbonnaise (Ferrières-sur-Sichon) ;
- la RD 312 assure la liaison de Courpière à Noirétable en passant par Vollore-Montagne dans le territoire communautaire ;
- la RD 321 reliant Viscomtat au département limitrophe de la Loire (vers Noirétable, Chalmazel et Montbrison) ;
- la RD 324 reliant Chabreloche au département de la Loire en direction de Saint-Just-en-Chevalet et de Roanne.

### Composition
Elle regroupe neuf communes :
| Nom                        | Code Insee | Gentilé          | Superficie (km2) | Population (dernière pop. légale) | Densité (hab./km2) |
| -------------------------- | ---------- | ---------------- | ---------------- | --------------------------------- | ------------------ |
| Celles-sur-Durolle (siège) | 63066      | Cellois          | 38,90            | 1 755 (2014)                      | 45                 |
| Arconsat                   | 63008      | Arconsatois      | 22,63            | 614 (2014)                        | 27                 |
| Chabreloche                | 63072      | Chabrelochois    | 9,61             | 1 235 (2014)                      | 129                |
| La Monnerie-le-Montel      | 63231      | Monnerinois      | 4,65             | 1 786 (2014)                      | 384                |
| Palladuc                   | 63267      | Palladucois      | 13,35            | 555 (2014)                        | 42                 |
| Sainte-Agathe              | 63310      | Sainte-Agathois  | 18,31            | 209 (2014)                        | 11                 |
| Saint-Victor-Montvianeix   | 63402      | Saint-Victoriens | 45,18            | 242 (2014)                        | 5,4                |
| Viscomtat                  | 63463      | Viscomtois       | 25,44            | 544 (2014)                        | 21                 |
| Vollore-Montagne           | 63468      | Vollorois        | 21,22            | 305 (2014)                        | 14                 |

### Démographie
| 1968  | 1975  | 1982  | 1990  | 1999  | 2008  | 2013  |
| ----- | ----- | ----- | ----- | ----- | ----- | ----- |
| 9 954 | 9 575 | 9 275 | 8 873 | 8 224 | 7 723 | 7 362 |

| Hommes | Classe d’âge | Femmes |
| ------ | ------------ | ------ |
| 0,6    | 90 ans ou +  | 1,7    |
| 8,3    | 75 à 89 ans  | 13,7   |
| 19,7   | 60 à 74 ans  | 18,8   |
| 23,8   | 45 à 59 ans  | 21,9   |
| 18,1   | 30 à 44 ans  | 16,6   |
| 12,3   | 15 à 29 ans  | 11,6   |
| 17,3   | 0 à 14 ans   | 15,8   |

| Hommes | Classe d’âge | Femmes |
| ------ | ------------ | ------ |
| 0,5    | 90 ans ou +  | 1,5    |
| 7      | 75 à 89 ans  | 10,6   |
| 16     | 60 à 74 ans  | 16,6   |
| 20,8   | 45 à 59 ans  | 20,1   |
| 19,5   | 30 à 44 ans  | 18,1   |
| 19     | 15 à 29 ans  | 17,5   |
| 17,1   | 0 à 14 ans   | 15,6   |

### Économie
La communauté de communes possède trois zones d'activités : la zone de la Racine entre La Monnerie et Palladuc, à la sortie de l'autoroute, la zone de la Poste à Celles-sur-Durolle et la zone de Chabreloche.

## Administration

### Siège
La communauté de communes siège à Celles-sur-Durolle, au lieu-dit « Pont-de-Celles ».

### Les élus
La communauté de communes est gérée par un conseil communautaire composé de trente membres représentant chacune des communes membres.
Ils sont répartis comme suit, :
- six membres pour Celles-sur-Durolle et La Monnerie-le-Montel ;
- quatre membres pour Chabreloche ;
- trois membres pour Arconsat et Viscomtat ;
- deux membres pour Palladuc, Sainte-Agathe, Saint-Victor-Montvianeix et Vollore-Montagne.

### Présidence
Le conseil communautaire du 17 avril 2014 a élu son président, Olivier Chambon (chargé de la politique sanitaire et sociale et maire de Celles-sur-Durolle), et désigné ses cinq vice-présidents qui sont, :
1. Christian Genest (maire de Chabreloche) : économie, commerce, artisanat, finances et personnel ;
2. Pierre Itournel (maire d'Arconsat) : tourisme et environnement ;
3. Jean-François Delaire (maire de Vollore-Montagne) : enfance-jeunesse ;
4. Serge Perche (maire de Palladuc) : habitat, assainissement et agriculture ;
5. Serge Fayet (maire de Saint-Victor-Montvianeix) : culture et patrimoine.

### Compétences
Toute communauté de communes possède les deux compétences obligatoires suivantes :
- le développement économique :
  - l'établissement d'un schéma d'implantation des services et des activités économiques,
  - la création ou l'extension, l'aménagement, la gestion, la promotion et la commercialisation des zones d'activités d'intérêt communautaire (toutes les zones d'activités existantes ou à créer),
  - les actions visant à « favoriser le développement économique », à « développer le tourisme », le soutien à la demande de l'énergie ;
- l'aménagement de l'espace communautaire :
  - la mise en œuvre de la politique de pays,
  - l'élaboration, la révision et le suivi du schéma de cohérence territoriale ainsi que le schéma de secteur,
  - l'aménagement rural,
  - l'établissement d'un schéma de desserte agricole et forestière.

La communauté de communes de la Montagne Thiernoise a choisi quatre compétences optionnelles :
- la voirie d'intérêt communautaire ;
- la protection et la mise en valeur de l'environnement ;
- la « politique du logement d'intérêt communautaire et de l'habitat » ;
- la politique sociale, avec la création d'un centre intercommunal d'action sociale, dans le domaine de l'enfance et de la jeunesse, d'un pôle spécialisé, ainsi que la gestion d'un point emploi.

Elle a aussi fait le choix de deux compétences facultatives :
- politique culturelle : gestion du centre intercommunal de création artistique ou encore une animation de projets artistiques ;
- autres interventions : subventions aux associations et aux personnes privées.

### Régime fiscal et budget
La communauté de communes est soumise au régime de la fiscalité professionnelle unique.

## Projets et réalisations
- Pôle enfance-jeunesse[Off 6]
- EHPAD Les Chatilles, remplaçant le foyer-logement André-Pérufel de La Monnerie-le-Montel[Off 7]
- Commerce de Palladuc, inauguré début 2011[Off 8]
- Accueil de loisirs « La Source », à Arconsat[Off 9]

### Site officiel
1. ↑  « Histoire et statuts » (consulté le 5 décembre 2015).
2. 1 2 3  « Olivier Chambon succède à Paul Rodier », 19 avril 2014 (consulté le 5 décembre 2015).
3. ↑  « Les zones d'activités » (consulté le 5 décembre 2015).
4. 1 2 3 4  « Modification statutaire » [PDF], 16 octobre 2014 (consulté le 5 décembre 2015).
5. 1 2 3  Olivier Chambon (dir.), « Un conseil communautaire en ordre de marche », etc. (entre terre & couteaux), no 25,‎ juillet 2014, p. 7 à 10 et 15 à 19 (lire en ligne [PDF]).
6. ↑  « Le pôle enfance-jeunesse » (consulté le 5 décembre 2015).
7. ↑  « L'Ehpad » (consulté le 5 décembre 2015).
8. ↑  « Le commerce de Palladuc » (consulté le 5 décembre 2015).
9. ↑  « L'ALSH » (consulté le 5 décembre 2015).

### Autres sources
1. 1 2 3  « Projet de schéma départemental de coopération intercommunale (SDCI) – Département du Puy-de-Dôme » [PDF], Préfecture du Puy-de-Dôme, octobre 2015 (consulté le 7 juillet 2016).
2. ↑  « Schéma départemental de coopération intercommunale (SDCI) – Département du Puy-de-Dôme » [PDF], Préfecture du Puy-de-Dôme, 30 mars 2016 (consulté le 7 juillet 2016).
3. ↑  Direction des collectivités territoriales et de l'environnement – Bureau du contrôle de légalité – Intercommunalité, « ARRÊTÉ prononçant : la fusion des communautés de communes « Entre Allier et Bois Noirs », « de la Montagne Thiernoise », « du Pays de Courpière » et « Thiers communauté » à compter du 1er janvier 2017 » [PDF], Recueil des actes administratifs no 63-2016-062, Préfecture du Puy-de-Dôme, 16 décembre 2016 (consulté le 16 décembre 2016), p. 114-124.
4. 1 2  Carte de la communauté de communes et des structures intercommunales voisines sur le site Géoportail de l'IGN.
5. ↑  « Séries historiques des résultats du recensement », Insee (consulté le 7 juillet 2016).
6. ↑  « Chiffres clés Évolution et structure de la population », Insee (consulté le 7 juillet 2016).
7. ↑  « Chiffres clés Évolution et structure de la population - Département du Puy-de-Dôme (63) », Insee (consulté le 7 juillet 2016).
8. ↑  Direction des collectivités territoriales et de l'environnement - Bureau du contrôle et de la légalité - Intercommunalité, « ARRÊTÉ no 13/01853 du 20 septembre 2013 constatant le nombre total de sièges que comptera l'organe délibérant de la communauté de communes de la Montagne Thiernoise ainsi que celui attribué à chaque commune membre lors du prochain renouvellement général des conseils municipaux » [PDF], Recueil des actes administratifs 2013-69, Préfecture du Puy-de-Dôme, 1er octobre 2013 (consulté le 22 mars 2016), p. 3586-3587 (23-24 sur le PDF).

### Sources
- « CC de la Montagne Thiernoise » dans la base BANATIC (consulté le 5 décembre 2015).